# Mickey Kantor
 (décembre 2016).
Si vous disposez d'ouvrages ou d'articles de référence ou si vous connaissez des sites web de qualité traitant du thème abordé ici, merci de compléter l'article en donnant les références utiles à sa vérifiabilité et en les liant à la section « Notes et références ».
Pour les articles homonymes, voir Kantor (homonymie).
Michael « Mickey » Kantor, né le 7 août 1939 à Nashville (Tennessee) est homme politique américain. Membre du Parti démocrate, il est le représentant américain au commerce entre 1993 et 1997 dans l'administration du président Bill Clinton. À la suite du décès dans un accident d'avion de Ronald Brown, il le remplace comme secrétaire au Commerce des États-Unis d'avril 1996 à janvier 1997, cumulant cette fonction avec celle de représentant au commerce.